# كيابون شعري
كيابون شعري (الاسم العلمي:Cayaponia pilosa) هو نوع من النباتات يتبع جنس الكيابون من الفصيلة القرعية.